# Lijst van voetbalinterlands Argentinië - Paraguay
Deze lijst van voetbalinterlands is een overzicht van alle officiële voetbalwedstrijden tussen de nationale teams van Argentinië en Paraguay. De Zuid-Amerikaanse buurlanden speelden tot op heden 105 keer tegen elkaar. De eerste ontmoeting, een vriendschappelijke wedstrijd, werd gespeeld Asunción op 11 mei 1919. Het laatste duel, een kwalificatiewedstrijd voor het Wereldkampioenschap voetbal 2026, vond plaats op 14 november 2024 in de Paraguayaanse hoofdstad.

## Wedstrijden
| №   | Plaats         | Datum             | Competitie           | Wedstrijd             | Uitslag |
| --- | -------------- | ----------------- | -------------------- | --------------------- | ------- |
| 1   | Asunción       | 11 mei 1919       | Vriendschappelijk    | Paraguay – Argentinië | 1 – 5   |
| 2   | Asunción       | 15 mei 1919       | Vriendschappelijk    | Paraguay – Argentinië | 0 – 3   |
| 3   | Asunción       | 21 mei 1919       | Vriendschappelijk    | Paraguay – Argentinië | 1 – 2   |
| 4   | Asunción       | 24 mei 1919       | Vriendschappelijk    | Paraguay – Argentinië | 1 – 2   |
| 5   | Asunción       | 7 april 1921      | Vriendschappelijk    | Paraguay – Argentinië | 3 – 1   |
| 6   | Buenos Aires   | 16 oktober 1921   | Copa América 1921    | Argentinië – Paraguay | 3 – 0   |
| 7   | Rio de Janeiro | 18 oktober 1922   | Copa América 1922    | Argentinië – Paraguay | 2 – 0   |
| 8   | Buenos Aires   | 20 mei 1923       | Vriendschappelijk    | Argentinië – Paraguay | 1 – 2   |
| 9   | Buenos Aires   | 25 mei 1923       | Vriendschappelijk    | Argentinië – Paraguay | 1 – 0   |
| 10  | Montevideo     | 29 oktober 1923   | Copa América 1923    | Argentinië – Paraguay | 4 – 3   |
| 11  | Montevideo     | 12 oktober 1924   | Copa América 1924    | Paraguay – Argentinië | 0 – 0   |
| 12  | Buenos Aires   | 9 juli 1925       | Vriendschappelijk    | Argentinië – Paraguay | 1 – 1   |
| 13  | Buenos Aires   | 12 juli 1925      | Vriendschappelijk    | Argentinië – Paraguay | 1 – 1   |
| 14  | Buenos Aires   | 29 november 1925  | Copa América 1925    | Argentinië – Paraguay | 2 – 0   |
| 15  | Buenos Aires   | 20 december 1925  | Copa América 1925    | Argentinië – Paraguay | 3 – 1   |
| 16  | Buenos Aires   | 29 mei 1926       | Vriendschappelijk    | Paraguay – Argentinië | 1 – 2   |
| 17  | Buenos Aires   | 3 juni 1926       | Vriendschappelijk    | Paraguay – Argentinië | 1 – 2   |
| 18  | Santiago       | 20 oktober 1926   | Copa América 1926    | Argentinië – Paraguay | 8 – 0   |
| 19  | Buenos Aires   | 10 november 1929  | Copa América 1929    | Argentinië – Paraguay | 4 – 1   |
| 20  | Asunción       | 19 april 1931     | Vriendschappelijk    | Paraguay – Argentinië | 0 – 1   |
| 21  | Asunción       | 25 april 1931     | Vriendschappelijk    | Paraguay – Argentinië | 1 – 1   |
| 22  | Buenos Aires   | 4 juli 1931       | Vriendschappelijk    | Argentinië – Paraguay | 1 – 1   |
| 23  | Buenos Aires   | 9 juli 1931       | Vriendschappelijk    | Argentinië – Paraguay | 3 – 1   |
| 24  | Buenos Aires   | 9 januari 1937    | Copa América 1937    | Argentinië – Paraguay | 6 – 1   |
| 25  | Asunción       | 14 augustus 1939  | Vriendschappelijk    | Paraguay – Argentinië | 0 – 1   |
| 26  | Asuncion       | 16 augustus 1939  | Vriendschappelijk    | Paraguay – Argentinië | 2 – 2   |
| 27  | Avellaneda     | 18 februari 1940  | Vriendschappelijk    | Argentinië – Paraguay | 3 – 1   |
| 28  | Mendoza        | 25 februari 1940  | Vriendschappelijk    | Argentinië – Paraguay | 4 – 0   |
| 29  | Montevideo     | 11 januari 1942   | Copa América 1942    | Argentinië – Paraguay | 4 – 3   |
| 30  | Asunción       | 10 juli 1943      | Vriendschappelijk    | Paraguay – Argentinië | 2 – 5   |
| 31  | Asunción       | 11 juli 1943      | Vriendschappelijk    | Paraguay – Argentinië | 2 – 1   |
| 32  | Buenos Aires   | 6 januari 1945    | Vriendschappelijk    | Argentinië – Paraguay | 5 – 2   |
| 33  | Buenos Aires   | 9 januari 1945    | Vriendschappelijk    | Argentinië – Paraguay | 5 – 3   |
| 34  | Asunción       | 7 juli 1945       | Vriendschappelijk    | Paraguay – Argentinië | 5 – 1   |
| 35  | Asunción       | 8 juli 1945       | Vriendschappelijk    | Paraguay – Argentinië | 1 – 3   |
| 36  | Buenos Aires   | 12 januari 1946   | Copa América 1946    | Argentinië – Paraguay | 2 – 0   |
| 37  | Guayaquil      | 2 december 1947   | Copa América 1947    | Argentinië – Paraguay | 6 – 0   |
| 38  | Buenos Aires   | 25 maart 1950     | Vriendschappelijk    | Argentinië – Paraguay | 2 – 2   |
| 39  | Buenos Aires   | 29 maart 1950     | Vriendschappelijk    | Argentinië – Paraguay | 4 – 0   |
| 40  | Santiago       | 2 maart 1955      | Copa América 1955    | Argentinië – Paraguay | 5 – 3   |
| 41  | Montevideo     | 1 februari 1956   | Copa América 1956    | Argentinië – Paraguay | 1 – 0   |
| 42  | Asunción       | 15 augustus 1956  | Vriendschappelijk    | Paraguay – Argentinië | 0 – 1   |
| 43  | Asunción       | 20 april 1958     | Vriendschappelijk    | Paraguay – Argentinië | 1 – 0   |
| 44  | Avellaneda     | 26 april 1958     | Vriendschappelijk    | Argentinië – Paraguay | 2 – 0   |
| 45  | Buenos Aires   | 22 maart 1959     | Copa América 1959    | Argentinië – Paraguay | 3 – 1   |
| 46  | Guayaquil      | 9 december 1959   | Copa América 1959    | Argentinië – Paraguay | 4 – 2   |
| 47  | Buenos Aires   | 9 juli 1960       | Vriendschappelijk    | Argentinië – Paraguay | 1 – 0   |
| 48  | Asunción       | 17 mei 1961       | Vriendschappelijk    | Paraguay – Argentinië | 0 – 0   |
| 49  | Avellaneda     | 12 oktober 1961   | Vriendschappelijk    | Argentinië – Paraguay | 5 – 1   |
| 50  | La Paz         | 31 maart 1963     | Copa América 1963    | Argentinië – Paraguay | 1 – 1   |
| 51  | Asunción       | 15 oktober 1963   | Vriendschappelijk    | Paraguay – Argentinië | 0 – 4   |
| 52  | Buenos Aires   | 29 oktober 1963   | Vriendschappelijk    | Argentinië – Paraguay | 2 – 3   |
| 53  | Asunción       | 25 november 1964  | Vriendschappelijk    | Paraguay – Argentinië | 3 – 0   |
| 54  | Buenos Aires   | 8 december 1964   | Vriendschappelijk    | Argentinië – Paraguay | 8 – 1   |
| 55  | Buenos Aires   | 1 augustus 1965   | WK 1966 kwalificatie | Argentinië – Paraguay | 3 – 0   |
| 56  | Asunción       | 8 augustus 1965   | WK 1966 kwalificatie | Paraguay – Argentinië | 0 – 0   |
| 57  | Montevideo     | 18 januari 1967   | Copa América 1967    | Argentinië – Paraguay | 4 – 1   |
| 58  | Asunción       | 13 oktober 1967   | Vriendschappelijk    | Paraguay – Argentinië | 1 – 1   |
| 59  | Asunción       | 15 mei 1968       | Vriendschappelijk    | Paraguay – Argentinië | 2 – 0   |
| 60  | Buenos Aires   | 6 juni 1968       | Vriendschappelijk    | Argentinië − Paraguay | 2 − 0   |
| 61  | Rosario        | 19 maart 1969     | Vriendschappelijk    | Argentinië – Paraguay | 1 – 1   |
| 62  | Asunción       | 9 april 1969      | Vriendschappelijk    | Paraguay – Argentinië | 0 – 0   |
| 63  | Asunción       | 22 oktober 1970   | Vriendschappelijk    | Paraguay – Argentinië | 1 – 1   |
| 64  | Asunción       | 4 juli 1971       | Vriendschappelijk    | Paraguay – Argentinië | 1 – 1   |
| 65  | Rosario        | 9 juli 1971       | Vriendschappelijk    | Argentinië – Paraguay | 1 – 0   |
| 66  | Salta          | 25 mei 1972       | Vriendschappelijk    | Argentinië – Paraguay | 0 – 0   |
| 67  | Asunción       | 19 september 1973 | WK 1974 kwalificatie | Paraguay – Argentinië | 1 – 1   |
| 68  | Buenos Aires   | 7 oktober 1973    | WK 1974 kwalificatie | Argentinië – Paraguay | 3 – 1   |
| 69  | Asunción       | 25 februari 1976  | Vriendschappelijk    | Paraguay – Argentinië | 2 – 3   |
| 70  | Buenos Aires   | 28 april 1976     | Vriendschappelijk    | Argentinië – Paraguay | 2 – 2   |
| 71  | Buenos Aires   | 24 augustus 1977  | Vriendschappelijk    | Argentinië – Paraguay | 2 – 1   |
| 72  | Asunción       | 31 augustus 1977  | Vriendschappelijk    | Paraguay – Argentinië | 2 – 0   |
| 73  | Asunción       | 14 juli 1983      | Vriendschappelijk    | Paraguay – Argentinië | 1 – 0   |
| 74  | Buenos Aires   | 21 juli 1983      | Vriendschappelijk    | Argentinië – Paraguay | 0 – 0   |
| 75  | Asunción       | 28 april 1985     | Vriendschappelijk    | Paraguay – Argentinië | 1 – 0   |
| 76  | Buenos Aires   | 10 mei 1985       | Vriendschappelijk    | Argentinië – Paraguay | 1 – 1   |
| 77  | Buenos Aires   | 20 juni 1987      | Vriendschappelijk    | Paraguay – Argentinië | 0 – 1   |
| 78  | Rio de Janeiro | 16 juli 1989      | Copa América 1989    | Argentinië – Paraguay | 0 – 0   |
| 79  | Concepción     | 13 juli 1991      | Copa América 1991    | Argentinië – Paraguay | 4 – 1   |
| 80  | Asunción       | 8 augustus 1993   | WK 1994 kwalificatie | Paraguay – Argentinië | 1 – 3   |
| 81  | Buenos Aires   | 29 augustus 1993  | WK 1994 kwalificatie | Argentinië – Paraguay | 0 – 0   |
| 82  | Rosario        | 14 juni 1995      | Vriendschappelijk    | Argentinië – Paraguay | 2 – 1   |
| 83  | Buenos Aires   | 1 september 1996  | WK 1998 kwalificatie | Argentinië – Paraguay | 2 – 1   |
| 84  | Cochabamba     | 18 juni 1997      | Copa América 1997    | Argentinië – Paraguay | 1 – 1   |
| 85  | Asunción       | 6 juli 1997       | WK 1998 kwalificatie | Paraguay – Argentinië | 1 – 2   |
| 86  | Buenos Aires   | 17 augustus 2000  | WK 2002 kwalificatie | Argentinië – Paraguay | 1 – 1   |
| 87  | Asunción       | 8 oktober 2001    | WK 2002 kwalificatie | Paraguay – Argentinië | 2 – 2   |
| 88  | Buenos Aires   | 6 juni 2004       | WK 2006 kwalificatie | Argentinië – Paraguay | 0 – 0   |
| 89  | Asunción       | 3 september 2005  | WK 2006 kwalificatie | Paraguay – Argentinië | 1 – 0   |
| 90  | Barquisimeto   | 5 juli 2007       | Copa América 2007    | Argentinië – Paraguay | 1 – 0   |
| 91  | Buenos Aires   | 6 september 2008  | WK 2010 kwalificatie | Argentinië – Paraguay | 1 – 1   |
| 92  | Asunción       | 10 september 2009 | WK 2010 kwalificatie | Paraguay – Argentinië | 1 – 0   |
| 93  | Resistencia    | 25 mei 2011       | Vriendschappelijk    | Argentinië – Paraguay | 4 – 2   |
| 94  | Códoba         | 7 september 2012  | WK 2014 kwalificatie | Argentinië – Paraguay | 3 – 1   |
| 95  | Asunción       | 11 september 2013 | WK 2014 kwalificatie | Paraguay – Argentinië | 2 – 5   |
| 96  | La Serena      | 13 juni 2015      | Copa América 2015    | Argentinië – Paraguay | 2 – 2   |
| 97  | Concepción     | 30 juni 2015      | Copa América 2015    | Argentinië – Paraguay | 6 – 1   |
| 98  | Asunción       | 14 oktober 2015   | WK 2018 kwalificatie | Paraguay – Argentinië | 0 – 0   |
| 99  | Córdoba        | 12 oktober 2016   | WK 2018 kwalificatie | Argentinië – Paraguay | 0 – 1   |
| 100 | Belo Horizonte | 19 juni 2019      | Copa América 2019    | Argentinië – Paraguay | 1 – 1   |
| 101 | Buenos Aires   | 12 november 2020  | WK 2022 kwalificatie | Argentinië − Paraguay | 1 − 1   |
| 102 | Brasilia       | 21 juni 2021      | Copa América 2021    | Argentinië − Paraguay | 1 − 0   |
| 103 | Asunción       | 7 oktober 2021    | WK 2022 kwalificatie | Paraguay − Argentinië | 0 − 0   |
| 104 | Buenos Aires   | 12 oktober 2023   | WK 2026 kwalificatie | Argentinië − Paraguay | 1 − 0   |
| 105 | Asunción       | 14 november 2024  | WK 2026 kwalificatie | Paraguay − Argentinië | 2 − 1   |

## Samenvatting
| Competitie        | Totaal gespeeld | Winst Argentinië | Gelijk | Winst Paraguay | Doelsaldo Argentinië – Paraguay |
| ----------------- | --------------- | ---------------- | ------ | -------------- | ------------------------------- |
| WK-kwalificatie   | 22              | 7                | 11     | 4              | 28 − 18                         |
| Copa América      | 26              | 20               | 6      | 0              | 78 − 23                         |
| Vriendschappelijk | 57              | 29               | 16     | 12             | 107 – 64                        |
| Totaal            | 105             | 56               | 33     | 16             | 213 – 105                       |

Wedstrijden bepaald door strafschoppen worden, in lijn met de FIFA, als een gelijkspel gerekend.

## Details

### Eerste ontmoeting
| Vriendschappelijk (Asuncion, Paraguay, 11 mei 1919): |       | |
| Paraguay                                             | 1 – 5 | Argentinië                                                                                                  |
| Faustino Casado 30'                                  | goals | 7' Pascual Polimeni 52' José Durand Laguna 58' José Durand Laguna 75' Alberto Ochandío 87' Alberto Ochandío |